# Antoni Jeong Chan-mun
Antoni Jeong Chan–mum (ur. 1822 w Junghong, zm. 25 stycznia 1867 w Jinju) – koreański męczennik, błogosławiony Kościoła katolickiego.

## Życiorys
Urodził się w 1822 roku w Junghong. Pochodził ze szlacheckiej rodziny. Po raz pierwszy o katolicyzmie dowiedział się od swojej żony. W 1863 roku, w wieku 41 lat, przyjął chrzest. W 1866 roku został aresztowany na 25 dni i przewieziony do Jinju. Nie wyparł się swojej wiary. Po uwolnieniu został pobity i znowu uwięziony. Zmarł wskutek ran 25 stycznia 1867 roku w więzieniu w Jinju. 7 lutego 2014 papież Franciszek podpisał dekret o jego męczeństwie. Tenże sam papież beatyfikował go w dniu 16 sierpnia 2014 roku w grupie 124 męczenników koreańskich, w czasie swojej podróży do Korei Południowej.